# Cervecería Ebner

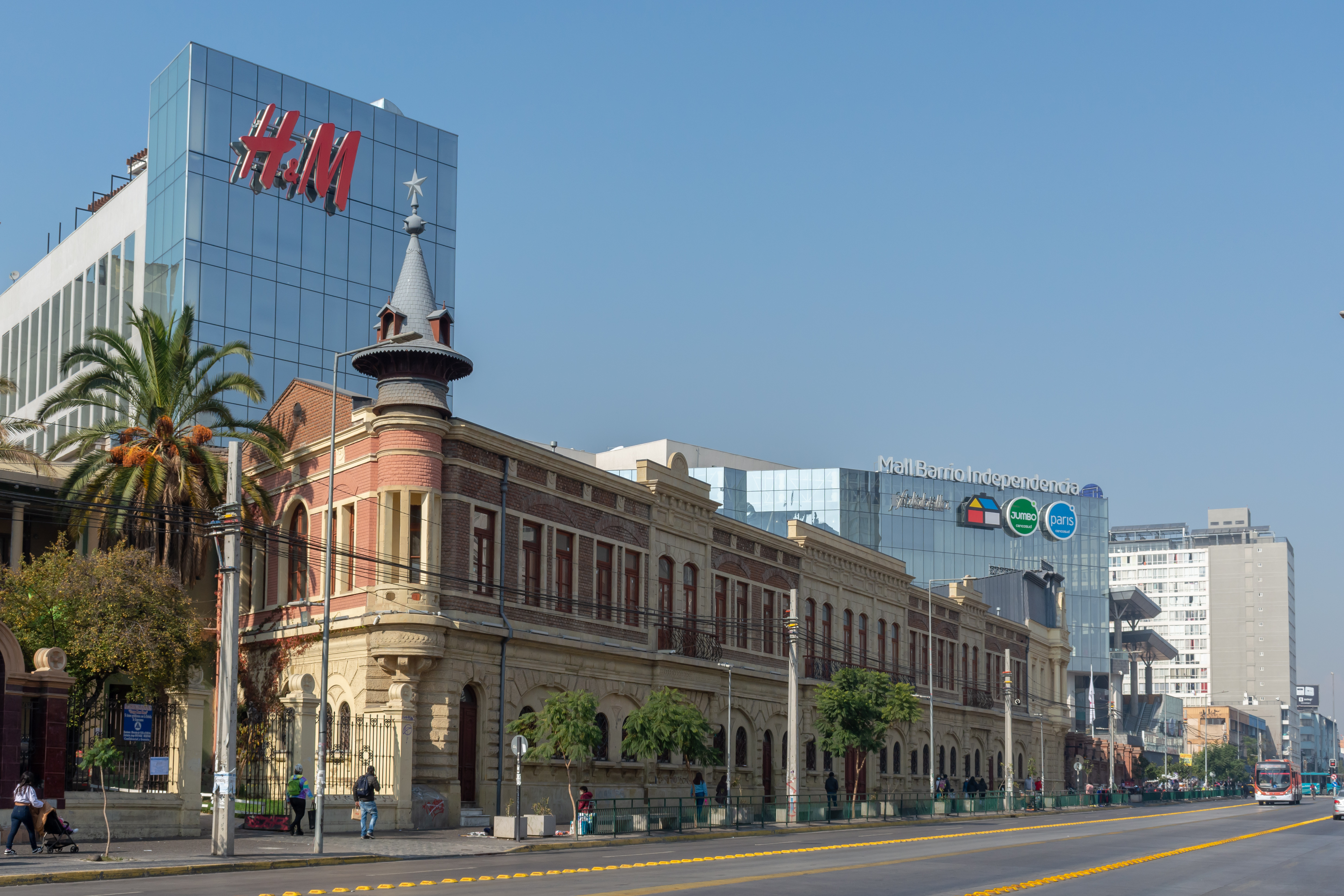
Vista de la casa de la cervecería desde Avenida Independencia.

La Cervecería Ebner es una antigua cervecería ubicada en la Avenida Independencia, comuna de Independencia en Santiago de Chile, fundada por el alemán Andrés Ebner, y que se mantuvo operativa hasta 1978. En 1888 el empresario construyó en terrenos de la cervecería su casa habitación, que, en conjunto con su patio interior, un antiguo secador de cebada y el muro de cierre a la calle fueron declarados Monumento Nacional de Chile, en la categoría de Monumento Histórico, mediante el Decreto Supremo n.º 84, del 26 de octubre de 1984.

## Historia
Andrés Ebner nació en Baviera, Alemania en 1850, trasladándose a Perú en 1868, y un año después a Chile, en donde se asoció con Otto Schleyer para crear, en 1870, la fábrica de cerveza de Talca. Con las ganancias reportadas en Talca adquirió en 1878 la fábrica de cerveza de Salvador Koch ubicada en La Cañadilla, Santiago.
En 1879 Ebner instaló la fábrica con su nombre, trasladando algunas máquinas desde Talca, e importando algunas nuevas. En el año 1880 adquirió la fábrica de malta La Estrella, que trasladó a los terrenos de su cervecería. Andrés Ebner falleció en 1908 con la industria en pleno apogeo. Se producía la pilsen Ebner, publicitada como la mejor cerveza de Chile, así como también la famosa bebida gaseosa Bilz, la primera bebida gaseosa chilena creada en 1905, y fue presentada en una función de gala en el Teatro Municipal de Santiago. La fábrica fue también la primera productora de hielo, llegando a la producción de 50 000 kilos por día.
Entre 1885 y 1888 el empresario construyó en el complejo industrial su casa habitación que tenía uso mixto, funcionando oficinas en su planta inferior, y en la superior su residencia. El arquitecto se desconoce, pero se presume que fue el alemán Adolf Möller. De acuerdo al archivo familiar de la familia Möller el arquitecto Adolf Möller imigró a Chile a fines de 1889, y reemigró hacia Alemania en 1910.
En 1916 el complejo industrial fue comprado a los herederos de Ebner por la Compañía de Cervecerías Unidas, manteniendo su producción con el mismo nombre hasta 1978, cuando dejó de funcionar, siendo abandonado y desmantelado finalmente entre 1981 y 1982.
En 1986 fue adquirido por el empresario Luis Echavarri, quien impulsó un proyecto para convertir la vieja construcción en un polo comercial y gastronómico, con un moderno bulevar, el centro comercial Mall Barrio Independencia (abierto en septiembre de 2018), y un museo de la cerveza —el primero de Santiago—.

## Descripción
La casa de Andrés Ebner se encuentra compuesta por un volumen longitudinal a la Avenida Independencia, entre calles Sergio Livingstone y Echeverria, girando hacia el interior de la manzana en su extremo, en un cuerpo de planta diagonal. De dos plantas, su nivel inferior estaba compuesto de oficinas y el segundo piso estaba destinado a la residencia del empresario alemán.
De estilos neorrenacentistas y Segundo Imperio, presenta en su planta inferior arcos resaltados que van haciendo marco a vanos gemelos de ventanas de medio punto. La fachada del segundo nivel contiene columnas y balcón de balaustres. En su esquina norte destaca la presencia de una torrecilla.